# 질로우
질로우 그룹(Zillow Group, Inc.) 또는 간단히 질로우(Zillow)는 질로우의 현재 CEO인 리치 바튼(Rich Barton)과 전 마이크로소프트 임원이자 마이크로소프트 분사 익스피디아의 창립자인 로이드 프링크(Lloyd Frink)가 2006년에 설립한 미국의 기술 부동산 마켓플레이스 회사이다. Hotwire.com의 공동 창립자인 스펜서 래스코프(Spencer Rascoff), 질로우의 현재 최고 기술 책임자인 데이비드 베이텔(David Beitel), 질로우의 현재 기술 리더십 고문인 크리스틴 에커(Kristin Acker)가 있다.